# Liste der Bürgermeister von Wiener Neustadt
Diese Liste gibt einen Überblick über die Bürgermeister der Stadt Wiener Neustadt

## Habsburgermonarchie(1276–1804)
| Name                        | Amtszeit        |
| --------------------------- | --------------- |
| Merboto                     | 1285–?          |
|                             |                 |
| Michael Prenner             | 1380–1382       |
|                             |                 |
| Wolfhart von Schwarzensee   | 1391–1392       |
|                             |                 |
| Matthias Eyrl von Eyrsperg  | 1670–1689       |
|                             |                 |
| Johann Baptist Haggenmüller | 1766–1775, 1779 |

## Kaisertum Österreich(1804–1867)
| Name                   | Amtszeit  |
| ---------------------- | --------- |
| Felix Mießl            | 1816–1848 |
|                        |           |
| Johann Purgleitner     | 1850–1861 |
| Johann Baptist Kindler | 1861–1867 |

## Österreich-Ungarn(1867–1918)
| Name                 | Politische Partei | Amtszeit  |
| -------------------- | ----------------- | --------- |
| Moritz Schwendenwein | DL                | 1868–1874 |
| Josef Pöck           | DN                | 1874–1886 |
| Carl Haberl          | DN                | 1886–1897 |
| Franz Kammann        | DN                | 1897–1913 |
| Viktor Praschek      | DN                | 1913–1918 |

## Erste Republik(1919–1934)
| Name           | Politische Partei | Amtszeit  |
| -------------- | ----------------- | --------- |
| Anton Ofenböck | SDAP              | 1918–1934 |
| Hans Zach      | CS                | 1934–1938 |

## Deutsches Reich(1938–1945)
| Name                   | Politische Partei | Amtszeit  |
| ---------------------- | ----------------- | --------- |
| Edmund Scheidtenberger | NSDAP             | 1938–1945 |

## Zweite Republik(seit 1945)
| Name               | Politische Partei | Amtszeit  |
| ------------------ | ----------------- | --------- |
| Rudolf Wehrl       | SPÖ               | 1945–1965 |
| Hans Barwitzius    | SPÖ               | 1965–1984 |
| Gustav Kraupa      | SPÖ               | 1984–1993 |
| Peter Wittmann     | SPÖ               | 1993–1997 |
| Traude Dierdorf    | SPÖ               | 1997–2005 |
| Bernhard Müller    | SPÖ               | 2005–2015 |
| Klaus Schneeberger | ÖVP               | seit 2015 |

## Nachweise
1. ↑  http://rastundruh.heimat.eu/files/WN_Buergermeister.pdf